# Velika nagrada San Marina 2004
Velika nagrada San Marina 2004 je bila četrta dirka Svetovnega prvenstva Formule 1 v sezoni 2004. Odvijala se je 25. aprila 2004.

## Rezultati

### Kvalifikacije
| Poz | Št | Dirkač               | Konstruktor      | Čas       | Zaostanek |
| --- | -- | -------------------- | ---------------- | --------- | --------- |
| 1   | 9  | Jenson Button        | BAR-Honda        | 1:19,753  | —         |
| 2   | 1  | Michael Schumacher   | Ferrari          | 1:20,011  | +0,258    |
| 3   | 3  | Juan Pablo Montoya   | Williams-BMW     | 1:20,212  | +0,459    |
| 4   | 2  | Rubens Barrichello   | Ferrari          | 1:20,451  | +0,698    |
| 5   | 4  | Ralf Schumacher      | Williams-BMW     | 1:20,538  | +0,785    |
| 6   | 8  | Fernando Alonso      | Renault          | 1:20,895  | +1,142    |
| 7   | 10 | Takuma Sato          | BAR-Honda        | 1:20,913  | +1,160    |
| 8   | 14 | Mark Webber          | Jaguar-Cosworth  | 1:20,921  | +1,168    |
| 9   | 7  | Jarno Trulli         | Renault          | 1:21,034  | +1,281    |
| 10  | 16 | Cristiano da Matta   | Toyota           | 1:21,087  | +1,334    |
| 11  | 5  | David Coulthard      | McLaren-Mercedes | 1:21,091  | +1,338    |
| 12  | 12 | Felipe Massa         | Sauber-Petronas  | 1:21,532  | +1,779    |
| 13  | 17 | Olivier Panis        | Toyota           | 1:21,558  | +1,805    |
| 14  | 15 | Christian Klien      | Jaguar-Cosworth  | 1:21,949  | +2,196    |
| 15  | 19 | Giorgio Pantano      | Jordan-Ford      | 1:23,352  | +3,599    |
| 16  | 18 | Nick Heidfeld        | Jordan-Ford      | 1:23,488  | +3,735    |
| 17  | 20 | Gianmaria Bruni      | Minardi-Cosworth | 1:26,899  | +7,146    |
| 18  | 21 | Zsolt Baumgartner    | Minardi-Cosworth | 1:46,299  | +26,546   |
| 19  | 11 | Giancarlo Fisichella | Sauber-Petronas  | brez časa | brez časa |
| 20  | 6  | Kimi Räikkönen       | McLaren-Mercedes | brez časa | brez časa |

### Dirka
| Poz | Št | Dirkač               | Konstruktor      | Krogi | Čas/Odstop  | Št. m. | Toč |
| --- | -- | -------------------- | ---------------- | ----- | ----------- | ------ | --- |
| 1   | 1  | Michael Schumacher   | Ferrari          | 62    | 1:26:19,670 | 2      | 10  |
| 2   | 9  | Jenson Button        | BAR-Honda        | 62    | + 9,702 s   | 1      | 8   |
| 3   | 3  | Juan Pablo Montoya   | Williams-BMW     | 62    | + 21,617 s  | 3      | 6   |
| 4   | 8  | Fernando Alonso      | Renault          | 62    | + 23,654 s  | 6      | 5   |
| 5   | 7  | Jarno Trulli         | Renault          | 62    | + 36,216 s  | 9      | 4   |
| 6   | 2  | Rubens Barrichello   | Ferrari          | 62    | + 36,683 s  | 4      | 3   |
| 7   | 4  | Ralf Schumacher      | Williams-BMW     | 62    | + 55,730 s  | 5      | 2   |
| 8   | 6  | Kimi Räikkönen       | McLaren-Mercedes | 61    | +1 krog     | 20     | 1   |
| 9   | 11 | Giancarlo Fisichella | Sauber-Petronas  | 61    | +1 krog     | 18     |     |
| 10  | 12 | Felipe Massa         | Sauber-Petronas  | 61    | +1 krog     | 12     |     |
| 11  | 17 | Olivier Panis        | Toyota           | 61    | +1 krog     | 13     |     |
| 12  | 5  | David Coulthard      | McLaren-Mercedes | 61    | +1 krog     | 11     |     |
| 13  | 14 | Mark Webber          | Jaguar-Cosworth  | 61    | +1 krog     | 8      |     |
| 14  | 15 | Christian Klien      | Jaguar-Cosworth  | 60    | +2 kroga    | 14     |     |
| 15  | 21 | Zsolt Baumgartner    | Minardi-Cosworth | 58    | +4 krogi    | 19     |     |
| 16  | 10 | Takuma Sato          | BAR-Honda        | 56    | Motor       | 7      |     |
| Ods | 18 | Nick Heidfeld        | Jordan-Ford      | 48    | Pog. gred   | 16     |     |
| Ods | 16 | Cristiano da Matta   | Toyota           | 32    | Trčenje     | 10     |     |
| Ods | 20 | Gianmaria Bruni      | Minardi-Cosworth | 22    | Zavore      | 17     |     |
| Ods | 19 | Giorgio Pantano      | Jordan-Ford      | 6     | Hidravlika  | 15     |     |